# Carabus alpestris
Carabus alpestris es una especie de insecto adéfago del género Carabus, familia Carabidae. Fue descrita científicamente por Sturm en 1815.
Habita en Austria, Alemania, Italia y Eslovenia.